# Damian Hugo Virmond
Damian Hugo Virmond (właściwie Damian Hugo Franz Adrian Anton von Viermund zu Neersen, a od roku 1706 von Virmont, ur. 24 sierpnia 1666 w Herten  – zm. 21 kwietnia 1722 w Sybinie) – austriacki dyplomata.
W latach 1715–1716 był cesarskim posłem (envoyé) w Berlinie, a w latach 1716–1720 ambasadorem Austrii w Stambule. W roku 1716 nieformalnie współpracował z konfederatami tarnogrodzkimi, uwzględniając ich interesy w rozmowach z Turkami.
Damian Hugo Virmond ożenił się z Johanną Petronellą von Nesselrode (1670–1698), córką Franza von Nesselrode (1635–1707). Miał dwoje dzieci:
- Marię Ludovikę (1689-1738), późniejszą żonę Johanna Hermanna von Nesselrode-Landscron[1].
- Franza Adriana von Virmonda(inne języki) (1696–1716)[2]

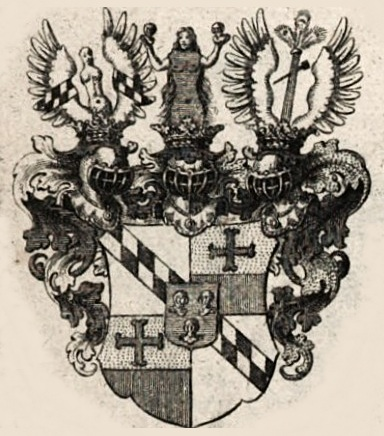
Herb von Virmond
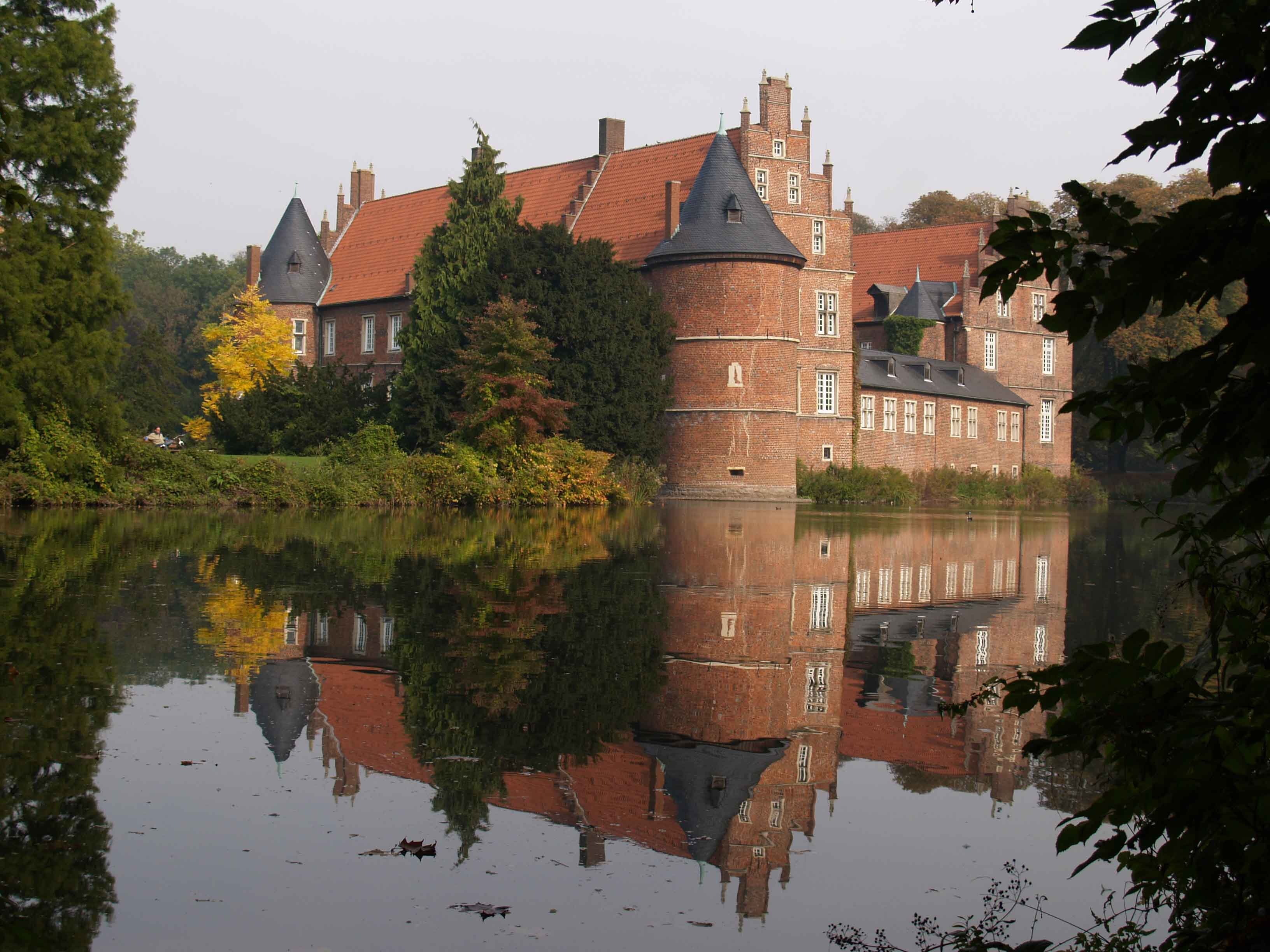
Zamek Herten